# Jeanne Sauvé
Jeanne Mathilde Sauvé (Prud'homme, 26 de abril de 1922 – Montreal, 26 de enero de 1993) fue una periodista y política canadiense que ejerció como gobernadora general de Canadá de 1984 a 1990. Fue la primera mujer en ocupar ese cargo.
Sauvé nació en la provincia de Saskatchewan y estudió en Ottawa y París, antes de ejercer como periodista en la cadena Canadian Broadcasting Corporation (CBC). Fue elegida en la Cámara de los Comunes en 1972 y como Ministra de la Corona hasta 1980, cuando se convirtió en la presidenta de la Cámara de los Comunes. En 1984 fue nombrada por la reina Isabel II como Gobernadora General de Canadá, por recomendación del primer ministro Pierre Trudeau, para reemplazar a Edward Schreyer. Ocupó el cargo hasta 1990, cuando fue sucedida por Ramon John Hnatyshyn.
En noviembre de 1972 Sauvé fue juramentada en el Consejo Privado de la Reina por Canadá, recibiendo el tratamiento de La Honorable. Sin embargo, como exgobernadora general recibió el tratamiento de La Muy Honorable. Posteriormente fundó y trabajó con la Fundación Sauvé hasta su muerte, causada por un linfoma de Hodgkin, el 26 de enero de 1993.

## Primeros años, juventud y carrera
Sauvé nació en la comunidad Fransaskois de Prud'homme, Saskatchewan, hija de Charles Albert Benoît y Anna Vaillant, y tres años más tarde se mudó con ellos a Ottawa, donde su familia había vivido anteriormente. En Ottawa, su padre la llevaría a ver el busto de bronce en Parliament Hill de la primera mujer miembro del Parlamento (MP) de Canadá, Agnes Macphail. Sauvé estudió en el Convento de Notre Dame du Rosaire en Ottawa, se convirtió en presidenta de su clase en su primer año, y continuó su educación en la Universidad de Ottawa, trabajando para el gobierno de Canadá como traductora para pagar su matrícula. Al mismo tiempo, Sauvé se involucró activamente en asuntos estudiantiles y políticos; a la edad de 20 años, se convirtió en la presidenta nacional del Grupo de Jóvenes Estudiantes Católicos, que la contrató en 1942, por lo que fue necesaria su mudanza a Montreal.

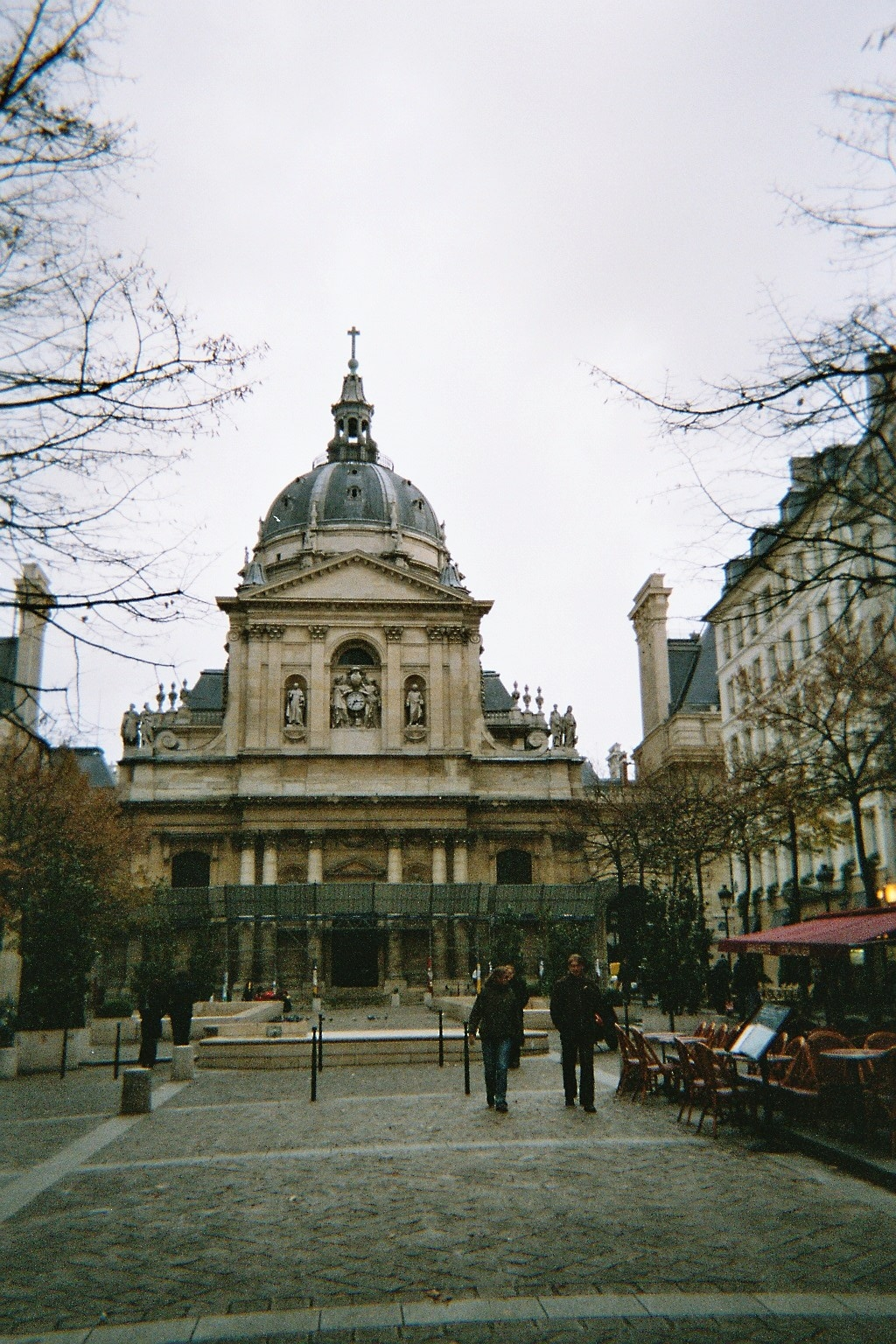
La Sorbona de París, donde Sauvé obtuvo su título en civilización francesa

Fue allí donde Sauvé conoció a Maurice Sauvé, y los dos se casaron el 24 de septiembre de 1948, el mismo año en que la pareja se mudó a Londres; Maurice había obtenido una beca para la Escuela de Economía de Londres y Sauvé trabajaba como profesor y tutor. Dos años más tarde, se trasladaron a París, donde Sauvé trabajó como asistente del director de la Secretaría de la Juventud de la UNESCO, y en 1951 se matriculó durante un año en la Sorbona, donde se graduó con una licenciatura en civilización francesa. Sauvé y su esposo regresaron a Canadá a fines de 1952, [2] donde la pareja se estableció en Saint-Hyacinthe, Quebec, y en 1959 tuvo un hijo, Jean-François. Luego, Sauvé se convirtió en miembro fundador del Instituto de Investigación Política y fue contratado como periodista y locutor con la emisora en francés de la Canadian Broadcasting Corporation, Radio-Canadá.
Después del éxito de su primer programa de radio, Fémina, Sauvé pasó a la televisión CBC y centró sus esfuerzos en cubrir temas políticos tanto en radio como en televisión, tanto en inglés como en francés. Pronto llamó la atención sobre sí misma y fue invitada con frecuencia por su amigo Gérard Pelletier como panelista en el controvertido programa Les Idées en Marche, donde revelaba sus ideologías políticas de izquierda. Esta absorción de una mujer en el mundo tradicionalmente masculino del periodismo político y los comentarios fue inusual, sin embargo, Sauvé logró que la tomaran en serio, incluso le dieron su propio programa de televisión, Opinions, que cubría "temas tabú como el sexo adolescente, la autoridad parental y disciplina estudiantil ". En el aire de 1956 a 1963, "fue el programa que hizo famosa a Jeanne". Sin embargo, Sauvé también atrajo la atención negativa debido a la eventual elevación de su esposo como ministro de la Corona; en un artículo de The Globe and Mail, el parlamentario conservador progresista Louis-Joseph Pigeon expresó su preocupación por el pago de "sumas fabulosas por parte de la CBC" a la esposa de        un ministro, calificando las circunstancias de "vergüenza y escándalo".